# Diploglossus microlepis
Espèce
Synonymes
- Tiliqua microlepis Gray, 1831
- Microlepis undulata Gray, 1839

Diploglossus microlepis est une espèce de sauriens de la famille des Diploglossidae.
Le statut et la distribution de cette espèce sont incertains.

## Publication originale
- Gray, 1831 "1830" : A synopsis of the species of Class Reptilia. The animal kingdom arranged in conformity with its organisation by the Baron Cuvier with additional descriptions of all the species hither named, and of many before noticed, V Whittaker, Treacher and Co., London, vol. 9, p. 1-481 (texte intégral).